# Arthur Hermann (Autor)
Arthur Gustav Hermann (* 21. Februar 1944 in Kaunas, Litauische SSR zu dieser Zeit unter deutscher Besatzung, Teil des Reichskommissariat Ostland) ist ein deutsch-litauischer Autor, Herausgeber und Historiker.

## Leben
Arthur Hermann ist der zweite Sohn der Eheleute Ewald und Berta Hermann. Er kam 1958 mit seinen Eltern und seinen jüngeren Geschwistern aus Litauen als Spätaussiedler nach Wuppertal. Er besuchte das litauische Gymnasium Hüttenfeld und machte dort 1966 sein Abitur. Danach studierte er in München osteuropäische Geschichte und machte eine Ausbildung zum Diplom-Bibliothekar an wissenschaftlichen Bibliotheken. Er hat sich in seinen Arbeiten auf die Geschichte der evangelisch-lutherischen Kirche in Litauen und auf die deutsch-litauischen Beziehungen im 19. und 20. Jahrhundert spezialisiert. Er leitete die Bibliotheken des Ökumenischen Instituts, des Diakoniewissenschaftlichen Instituts und des Praktisch-Theologischen Seminars an der Uni Heidelberg.
2004 wurde ihm vom litauischen Staatspräsidenten der Orden für Verdienste um Litauen verliehen.
2005 verlieh ihm Regierungspräsident Gerold Dieke „in Anerkennung der besonderen Leistungen und Verdienste im Litauischen Kulturinstitut in Lampertheim-Hüttenfeld und um die Völkerverständigung im vereinten Europa“ den Ehrenpreis Rhein-Main/Südhessen.

## Leistungen
Er engagierte sich früh im Baltischen Christlichen Bund (ehemals Baltischer Christlicher Studentenbund) und ist Mitglied des Vorstandes des Litauischen Kulturinstituts. Er machte sich um die Erforschung der deutsch-litauischen Beziehungen, der Geschichte der Evangelischen Kirchen in Litauen und um die Belange der litauischen Gemeinschaft in Deutschland verdient.
Von 1984 bis 1989 war er Redakteur des Baltischen Jahrbuchs, einer Fachzeitschrift mit Beiträgen über die baltisch-deutschen Beziehungen und die Geschichte des Baltikums. Seit 1993 gibt er zusammen mit Annemarie Lepa die Annaberger Annalen heraus. Die Annaberger Annalen sind die einzige deutschsprachige Fachzeitschrift über Litauen und deutsch-litauische Beziehungen. Sie erscheint jährlich und bringt wissenschaftliche und informative Beiträge zum deutsch-litauischen Verhältnis in Geschichte und Gegenwart und zur Kultur Litauens.

Er ist maßgeblich am Aufbau der litauischen Bibliothek des litauischen Kulturinstituts in Schloss Rennhof in Lampertheim-Hüttenfeld beteiligt und leitet diese ehrenamtlich.

## Werke
- Lutherische Kirche im Baltischen Raum: Ein Überblick (Autor). Martin-Luther-Bund: 1985
- Die Grenze als Ort der Annäherung: 750 Jahre deutsch-litauische Beziehungen (Herausgeber). Köln, Mare Balticum, 1992
- Litauischsprachiger Unterricht in Ostpreußen und seine Darstellung in der deutschen und litauischen Historiographie (Abh.). Nordost-Archiv Band I: 1992, H. 2, Seite 375
- Annaberger Annalen (Herausgeber). Bonn-Bad Godesberg, jährlich seit 1993
- Die reformatorischen Kirchen Litauens (Herausgeber). Erlangen: Martin-Luther-Verlag, 1998
- Die Lutherische Kirche Litauens. Ein historischer Überblick (Abh.). Nordost-Archiv Band VII: 1998, H. 2, Seite 395
- Lietuvių ir vokiečių kaimynystė: straipsnių rinkinys (Autor). Vilnius, Baltos Lankos, 2000
- Lietuvos evangelikų liuteronų bažnyčia 1915–1995 m. // Lietuvos evangelikų bažnyčios. Istorijos metmenys / Sudaryt. Arthur Hermann. Vilnius, 2003
- weitere Abhandlungen, erschienen u. a. in den Annaberger Annalen und beim Litauischen Kulturinstitut.